# Manuel du spéculateur à la bourse

Le Manuel du spéculateur à la bourse,, est un ouvrage du polémiste, journaliste, économiste, philosophe et sociologue français Pierre-Joseph Proudhon, paru en 1854, sous le Second Empire, au moment de la forte croissance économique mondiale des années 1850.
Les deux premières éditions sont parues sans signature, l'auteur ayant répondu à une commande pour des besoins essentiellement alimentaires. Il a signé une troisième édition, révisée, pour y inclure une plus grande part d'analyse financière. L'ouvrage devient ainsi "une critique au vitriol" de la Bourse, qui faisait "véritablement son apparition", au lendemain de la Révolution de 1848.
La préface à la troisième édition indique la contribution importante d'un proche collaborateur de Proudhon, Georges Duchêne.